# Джерсі (округ, Іллінойс)
Шаблон:StateAbbr_ 39°05′ пн. ш. 90°22′ зх. д. / 39.09° пн. ш. 90.36° зх. д.
Округ  Джерсі (англ. Jersey County) — округ (графство) у штаті  Іллінойс, США. Ідентифікатор округу 17083.

## Історія
Округ утворений 1839 року.

## Демографія
За даними перепису 
2000 року 
загальне населення округу становило 21668 осіб, зокрема міського населення було 8414, а сільського — 13254.
Серед мешканців округу чоловіків було 10593, а жінок — 11075. В окрузі було 8096 домогосподарств, 5861 родин, які мешкали в 8918 будинках.
Середній розмір родини становив 3,05.
Віковий розподіл населення поданий у таблиці:
| Стать    | До 15 років | 15-21 | 22-29 | 30-39 | 40-49 | 50-65 | 65-85 | Понад 85 |
| -------- | ----------- | ----- | ----- | ----- | ----- | ----- | ----- | -------- |
| Чоловіки | 2234        | 1318  | 921   | 1459  | 1689  | 1703  | 1159  | 110      |
| Жінки    | 2169        | 1234  | 916   | 1593  | 1605  | 1713  | 1534  | 311      |

## Суміжні округи
- Ґрін — північ
- Макупін — схід
- Медісон — південний схід
- Сент-Чарлз, Міссурі — південь
- Калгун — захід

## Виноски
1. ↑  U.S. Decennial Census. United States Census Bureau. Архів оригіналу за 26 квітня 2015. Процитовано 6 липня 2014.
2. ↑  Historical Census Browser. University of Virginia Library. Архів оригіналу за 11 серпня 2012. Процитовано 6 липня 2014.
3. ↑  Population of Counties by Decennial Census: 1900 to 1990. United States Census Bureau. Архів оригіналу за 24 квітня 2014. Процитовано 6 липня 2014.
4. ↑  Census 2000 PHC-T-4. Ranking Tables for Counties: 1990 and 2000 (PDF). United States Census Bureau. Архів оригіналу (PDF) за 18 грудня 2014. Процитовано 6 липня 2014.
5. ↑  State & County QuickFacts. United States Census Bureau. Архів оригіналу за 6 червня 2011. Процитовано 6 липня 2014.(англ.) Наведено за англійською вікіпедією.
6. ↑  American FactFinder. Бюро перепису населення США. Архів оригіналу за 21 травня 2008. Процитовано 31 січня 2008.

| США | Це незавершена стаття з географії США. Ви можете допомогти проєкту, виправивши або дописавши її. |